# 里柴因河畔奥滕多夫
里柴因河畔奥滕多夫是奥地利施蒂利亚州菲尔斯滕费尔德县的一个市镇。总面积14.26平方公里，总人口1489人，人口密度104.4人/平方公里（2001年）。